# Kerstin und ich
Kerstin und ich (Originaltitel: Kerstin och jag) ist der Titel eines Jugendbuchs der schwedischen Schriftstellerin Astrid Lindgren, das 1945 bei Rabén & Sjögren erschien.

## Inhalt
Erzählt wird die Geschichte aus Sicht der 16-jährigen Barbro. Barbro lebt mit ihren Eltern und ihrer Zwillingsschwester Kerstin in der Stadt. Als ihr Vater pensioniert wird, möchte er gerne mit seiner Familie aufs Land nach Gut Lillhamra ziehen. Dort hatte er seine Kindheit verbracht. Schon kurz nach der Ankunft muss die Familie erkennen, dass das Gut ziemlich heruntergekommen ist. Die gesamte Familie muss helfen es wieder aufzubauen. Als Kerstin im Dorf den reichen Gutshofsohn Eric, der fast wie ein Südländer aussieht, kennenlernt und von nun an viel Zeit mit ihm verbringt, fühlt sich Barbro ein wenig allein gelassen und zurückgesetzt. Sie sehnt sich nach anderen Gleichaltrigen, um sich mit diesen auszutauschen. Nur wenig später trifft sie Björn, den Sohn des Oberingenieurs der Fabrik, und freundet sich mit ihm an. Doch die Beziehung der beiden wird auf die Probe gestellt, als Barbro den gutaussehenden Christoph trifft, einen Fliegeraspiranten, der sie mit seinem Sportauto umherfährt. Barbro vernachlässigt Björn und unternimmt nur noch etwas mit Christoph. Nach und nach stellt Barbro jedoch fest, dass sie die Zeit mit Christoph immer weniger genießt, und trifft sich nicht mehr mit ihm. Sie sehnt sich zurück nach Björn. Der ist krank und möchte sie nicht sehen. Um sich abzulenken, hilft Barbro der Knechtfamilie, deren Mutter wegen einer akuten Blinddarmentzündung ins Spital muss, aus. Nach einem stressigen, konfliktreichen Tag rennt sie weinend zu der Birke, an der sie sich immer mit Björn getroffen hatte. Auch Björn ist dort. Sie bittet ihn um Verzeihung und die beiden verbringen einen schönen Sommertag.

## Hintergrund
Das Buch ist unter anderem auf Schwedisch, Russisch, Deutsch, Dänisch, Finnisch, Italienisch, Bulgarisch und Estnisch erschienen. Die erste Ausgabe erschien 1945 unter dem schwedischen Titel Kerstin och jag bei Rabén & Sjögren, gleichzeitig mit Pippi Langstrumpf. Illustriert wurde das Buch von Ulla Sundin-Wickman. In Deutschland erschien die erste Übersetzung 1953. Sie stammt von Else von Hollander-Lossow. Kerstin und ich basiert zum Teil auf Lindgrens eigenen Erlebnissen als Mädchen in Vimmerby. Einige Forscher meinen, dass Kerstin und ich den "engsten autobiographischen Bezug zu Astrid Lindgrens Zeit als Bauerntochter" aufweise.

## Hörspiel
2007 wurde vom SWR ein 50-minütiges deutsches Hörspiel zum Buch herausgebracht. Die Regie führte Oliver Sturm. Die Musik zum Hörspiel stammt von Henrik Albrecht und Gerd Bessler. Das Hörspiel wurde später von Oetinger Audio auf CD veröffentlicht.

### Sprecher
| Rolle     | Sprecher Europa        |
| --------- | ---------------------- |
| Barbro    | Effi Rabsilber         |
| Kerstin   | Tanya Kahana           |
| Papa      | Helmut Krauss          |
| Mama      | Uta Hallant            |
| Johan     | Klaus Manchen          |
| Björn     | Kostja Ullmann         |
| Erik      | Peter Sikorski         |
| Christoph | Tobias Graupner        |
| Knut      | Nikolaos Eleftheriadis |
| Ann       | Mandy Rudski           |
| Viveka    | Caroline Junghans      |
| Kalle     | Niclas Tutsch          |
| Ferm      | Achim Hall             |
| Klas      | Florian Bossert        |

## Kritiken
Julia Glaus vom SRF meint, dass Kerstin und ich ein "übermütiges und zugleich etwas wehmütiges Jugendbuch" sei, in dem die "ernsthafte Art der Ausgelassenheit" herrsche, die Lindgrens Werk unverwechselbar mache.
Die Redaktion der Webseite hoerspieltipps.net findet, dass das Buch und Hörspiel nicht ganz der üblichen Lindgren-Erzählung entspreche. Daher könnten diejenigen, die selbiges erwarten, eher enttäuscht werden. Die Geschichte sei nicht so zeitlos wie ihre anderen Bücher, sondern könne eher als "Bild einer Epoche" gelten. Nur Lindgrens "Humor, ihre erzählerische Leichtigkeit und ihre moderne Einstellung" ließen sich in diesem Werk wiederfinden. In der SWR-Hörspielfassung sei die Geschichte jedoch durchaus hörenswert. Sie sei unterhaltsam und kurzweilig.
Die Mitteldeutsche Zeitung meint, dass man sich durch die Geschichte, in der die Schwestern die "wohltuende Nähe zur Natur, ein unbeschwertes, heiteres Familienleben und die stürmische Zeit der ersten Liebe" erleben würden, unwillkürlich in die 1950er Jahre versetzt fühle. Astrid Lindgren beschwöre mit ihrer Erzählung "die Zeiten jugendlichen Sehnens und süßen Hoffens herauf".
Dr. Jana Mikota lobt, dass die Kerstin und ich kein typischer Mädchenroman aus den 1950er und 1960er Jahren sei. Anders als andere Autoren, versuche Lindgren nicht die Mädchen durch die Arbeit auf dem Lande zähmen zu lassen oder zu "tüchtigen Hausfrauen zu erziehen". Die Eltern nähmen die Mädchen "als ernste Gesprächspartner wahr" und ließen ihnen gewisse Freiheiten.

## Trivia
- Der Sohn des Stiers Adam Engelbrecht aus dem Buch Als Adam Engelbrecht so richtig wütend wurde (När Adam Engelbrekt blev tvärarg), der den gleichen Namen wie sein Vater trägt, lebt auf Gut Lillhamra. Stallknecht Johann berichtet den Zwillingen Barbro und Kerstin von den Ereignissen aus dem Buch.